# Pachnobia amathusia
Pachnobia amathusia là một loài bướm đêm trong họ Noctuidae.